# SSM-N-9 Regulus II
SSM-N-9 Regulus II — американская крылатая ракета с ядерной боеголовкой, предназначенная для пуска с надводных кораблей и подводных лодок ВМС США

## История
Ограниченные возможности ракеты Regulus были очевидны уже во время её принятия на вооружение в 1955 году, поэтому ВМС США разработали спецификацию сверхзвуковой ракеты надводного базирования, оснащённой аналогичной ядерной боеголовкой, с большей дальностью стрельбы, точностью, устойчивостью к средствам электронного противодействия.
Разработка ракеты Regulus II была в полном разгаре, когда программа была свёрнута в пользу баллистической ракеты подводного базирования Поларис, которая обеспечивала прекрасную точность и могла запускаться из подводного положения. В дальнейшем на базе прототипа Regulus II был разработан сверхзвуковой беспилотный аппарат Vought KD2U-1, который использовался ВМС и ВВС США для испытания зенитной ракеты IM-99/CIM-10 Bomarc.
Интересно, что SSM-N-9a Regulus II была реклассифицирована в RGM-15A в июне 1963 года, через 5 лет после прекращения программы. В то же самое время беспилотный аппарат KD2U-1 был переименован в Vought MQM-15A. Некоторые аппараты, снабжённые шасси, были переименованы в Vought GQM-15A.

## Разработка
Основным недостатком оригинальной ракеты Regulus было радиокомандное управление, которое требовало постоянного радиоконтакта ракеты с кораблём-носителем. Другим недостатком была малая дальность стрельбы. Для успешного пуска ракеты корабль-носитель должен был подойти к цели достаточно близко и управлять полётом ракеты до самого момента, когда она попадёт в цель, оставаясь уязвимым для средств противодействия противника. В отличие от Regulus, Regulus II был оснащён инерциальным автопилотом компании «AC Sparkplug», не требующим управления со стороны корабля после пуска. Благодаря лучшей аэродинамике, большему запасу топлива и лучшей топливной экономичности двигателя, Regulus II имел значительно большую дальность.
Прототип ракеты, обозначенный как XRSSM-N-9 Regulus II был оснащён убирающимся шасси, обеспечивавшем возможность многократных запусков. Ракета имела двигатели Wright J65-W-6 и ускорители Aerojet General, которые не позволяли ей развить сверхзвуковую скорость. Первый пуск XRSSM-N-9 был осуществлён 29 мая 1956 года на авиабазе Эдвардс. Начиная с 1958 года проводилось тестирование модификации XRSSM-N-9a с турбореактивным двигателем General Electric J79-GE-3 и твердотопливным ускорителем Rocketdyne, которые полностью обеспечивали указанные в спецификации характеристики. Тестовая и учебная модификации ракеты с убирающимся шасси производились под названием YTSSM-N-9a и TSSM-N-9a соответственно.
После наземного тестирования испытания продолжились на борту десантного корабля LST-857 «Кинг Каунти», на котором смонтировали пусковую установку, разработанную для подводных лодок.
SSM-N-9 Regulus II предназначалась для пуска с палубы ракетной подводной лодки (SSG), находящейся в надводном положении. Планировалась установка на подводные лодки SSG-574 «Грейбек» и SSGN-587 «Хэлибат», а затем на 4 надводных ракетных крейсера и 23 другие подводные лодки. Боезапас составлял до 5 ракет, которые размещались во внутрикорпусном ангаре. Суда и лодки оснащались инерциальной системой навигации (SINS), которая позволяла перед пуском настроить систему навигации ракеты.

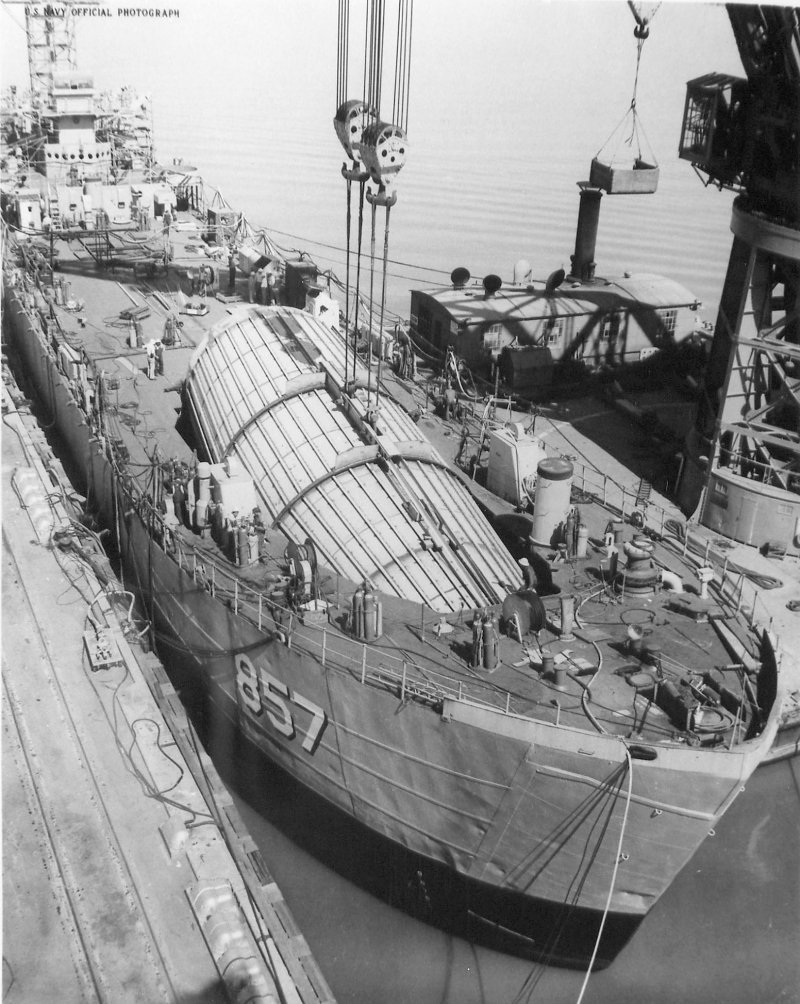
Пусковая установка Regulus II на борту AG-157 «Кинг Каунти», 5 апреля 1957

Были выполнены 48 тестовых запусков Regulus II, в том числе 30 успешных, 14 частично успешных и 4 неудачных. В январе 1958 года подписан контракт на промышленное производство ракет. В сентябре 1958 года был произведён первый и единственный пуск ракеты с подводной лодки (SSG-574 «Грейбек»).
Из-за высокой стоимости (около 1 млн долл. за единицу), бюджетных ограничений и появления ракет «Поларис», 19 ноября 1958 года программа производства ракет Regulus была свёрнута. Окончательное закрытие программы произошло 18 декабря 1958 года министром ВМС Томасом Гейтсом. К моменту прекращения производства компания Vought выпустила 20 ракет, ещё 27 стояли на конвейере.

## Конструкция
Конструкция ракеты сходна с конструкцией обычного самолёта, для экономии веса применены лёгкие материалы и сплавы. Фюзеляж трубчатый, конической в носовой части, где расположена аппаратура наведения, боевая часть и системное оборудование. Под центральной частью корпуса располагался характерный клиновидный воздухозаборник.
Стреловидные крылья были установлены в средней части фюзеляжа, стреловидный стабилизатор располагался над хвостовой частью, иногда он дополнялся небольшим дополнительным стабилизатором под хвостовой частью.
Управление ракетой осуществлялось элеронами, которые находились на задней кромке внешней части крыла. Хвостовые крылья у ракеты отсутствовали, руль располагался на задней кромке стабилизатора. Закрылки размещались на задней кромке внутренней части крыла и применялись при пуске. Для дополнительной стабилизации и управления тангажем предназначались маленькие трапециевидные крылья в носовой части фюзеляжа.
Для пуска ракеты корабль-носитель поднимался на поверхность (если это была подводная лодка) и выдвигал ракету на пусковую установку. После этого ракета подключалась к навигационной системе корабля для введения координат цели и синхронизации инерциального автопилота. После приведения ракеты в готовность и получения разрешения на пуск включался основной двигатель, форсажная камера и пороховой ускоритель, ракета покидала пусковую установку и шла к цели в автономном режиме.

## Беспилотные мишени Regulus
После сворачивания программы готовые и строящиеся экземпляры были конвертированы в сверхзвуковые беспилотные мишени KD2U-1, в дальнейшем названные MQM-15A и GQM-15A. Мишени применялись для тренировки расчётов зенитных ракетных комплексов CIM-10 Bomarc, расположенных на о. Санта-Роза. Пуски проводились с полигона Эглин-Галф в районе форта Уолтон-Бич (шт. Флорида). Начиная с 3 сентября 1959 года было проведено 46 пусков 13 ракет. Затем оставшиеся ракеты были 30 сентября 1961 года транспортированы на базу Рузвельт-Роудз в Пуэрто-Рико для тестирования ракет Tartar, Terrier, and Talos. По завершении тестирования в 1963 году, ракеты были переведены в Пойнт-Мугу (шт. Калифорния), где использовались до декабря 1965 года.

## Сохранившиеся экземпляры
Музей пионеров авиации (Frontiers of Flight Museum), Dallas Love Field, Техас
Regulus II
Ракетный парк Пойнт-Мугу (Point Mugu Missile Park), база ВМС США Пойнт-Мугу, Калифорния
Экспозиция музея включает ракеты Regulus и Regulus II
Мемориальный музей ветеранов (Veterans Memorial Museum), Хантсвилл, Алабама
Regulus II

### Модификации
- SSM-N-9 Regulus II — базовая модель.
- SSM-N-9a Regulus II — обозначение промышленной модели.
- XRSSM-N-9 Regulus II — экспериментальная модель с убирающимся шасси, двигателями Wright J65 и ракетными ускорителями Aerojet General.
- XRSSM-N-9a — экспериментальная модель с убирающимся шасси, двигателями General Electric J79 и ракетным ускорителем Rocketdyne.
- YTSSM-N-9a — экспериментальная учебная модель с убирающимся шасси.
- TSSM-N-9a — промышленный вариант экспериментальной учебной модели с убирающимся шасси.
- RQM-15A — модель, модернизированная в апреле 1963 года.
- MQM-15A — беспилотная аппарат KD2U-1, использовавшаяся для исследований и в качестве мишени для зенитного ракетного комплекса IM-99 Bomarc.
- GQM-15A — модернизированный беспилотный аппарат с шасси.

## Операторы
- ВМС США
- ВВС США